# VLC media player
VLC media player este un media player liber și open source scris de către proiectul VideoLAN. 

## Sisteme de operare suportate
- Android
- BSD
- Chrome OS
- GNU/Linux
- iOS
- Mac OS X
- OS/2
- Solaris
- QNX
- Windows